# Sasuke Uchiwa
Sasuke Uchiwa (うちは サスケ, Uchiha Sasuke) est un personnage du manga et des séries animées Naruto créé par Masashi Kishimoto. C'est un ninja du village de Konoha au caractère calme et détaché, conçu pour être à la fois le partenaire et le rival du personnage principal, Naruto Uzumaki. Dans l'anime et le manga, Sasuke fait partie du clan Uchiwa, un puissant clan du village de Konoha. Les membres furent exterminés lorsque Sasuke n'était encore qu'un enfant par son frère aîné, Itachi. Il aura comme seul objectif de venger l'extermination de son clan, une tâche qu'il poursuivra à tout prix. À l'origine froid, solitaire et uniquement préoccupé par sa vengeance, il se lie à d'autres personnages, notamment Naruto avec qui il noue des liens de rivalité et d'amitié, et Sakura Haruno, qu'il méprisait au début mais qui au fur et à mesure va devenir une amie.
Tous trois apprennent les arts ninja sous l'autorité de Kakashi Hatake. Insatisfait de ses progrès, il déserte le village de Konoha pour acquérir la force nécessaire à sa vengeance aux côtés d'Orochimaru.
Plusieurs médias spécialisés dans les mangas ont publié des commentaires sur le personnage de Sasuke. Les critiques ont relevé son attitude froide et détachée et l'ont perçu comme un rival principal de Naruto. Sasuke est très populaire chez les lecteurs de Naruto qui le classent régulièrement en haut des sondages de popularité. Il fait l'objet d'un marchandisage varié, incluant les figurines d'action et les poupées à son effigie. Sasuke apparaît également dans un OAV à l'occasion de la vente de t-shirts de la série au magasin UNIQLO à Paris le 28 décembre 2010 en tant que principal ennemi de Naruto.

## Création et conception
Au début du manga Naruto, Masashi Kishimoto n'avait pas l'intention de créer Sasuke. Après une conversation avec son éditeur sur le futur de la série, celui-ci lui conseille de créer un personnage rival au héros, Naruto Uzumaki, aboutissant à la création de Sasuke. Pour en apprendre plus sur la création d'un rival efficace, Kishimoto lit beaucoup de mangas pour recueillir des idées sur ce qui constitue une rivalité, collecte tous ces éléments et les inclut dans une relation. Parce que Sasuke doit être l'opposé de Naruto, Kishimoto prend toujours soin de ne jamais le montrer trop émotif. Avec son caractère de « génie décontracté », il estime qu'il a créé le rival idéal.
Le design de Sasuke cause des problèmes à Kishimoto, en faisant le personnage le plus difficile à créer. Comme il n'avait aucune idée de quel visage donner à Sasuke, les premières ébauches le faisait apparaître trop vieux ou trop mature pour un personnage du même âge que Naruto. Une fois le visage trouvé, l'auteur travaille sur ses habits. Les dessins préparatoires de Sasuke montrent des colliers et des cordons autour de ses bras et des jambes, une habitude de Kishimoto qui se plaît à donner un maximum d'ornements à ses personnages. Réalisant qu'il ne pourrait pas dessiner un personnage aussi complexe chaque semaine, il se contente d'un costume simple qui contraste avec celui de Naruto.
Sasuke reste le personnage le plus difficile à dessiner pour Kishimoto. Des erreurs de dessin sont fréquentes, faisant perdre l'apparence juvénile de Sasuke. Cela est dû à l'inexpérience de l'auteur à dessiner des personnages jeunes au caractère adulte. Les cheveux de Sasuke, habituellement courts pour faire gagner du temps à l'auteur, deviennent plus longs à mesure que la série progresse, lui faisant finalement passer plus de temps sur le personnage. Au milieu de la première partie de la série, Kishimoto dessine un nouveau costume pour Sasuke en y ajoutant des accessoires autour des bras et des jambes. En raison du temps nécessaire pour le dessiner, il revient ensuite au costume originel. Malgré le temps et l'énergie qu'il doit lui consacrer, Sasuke est le personnage qu'il préfère dessiner.
Lorsqu'il recrée le design de Sasuke dans la deuxième partie de la série, le principal objectif de Kishimoto est de le rendre plus cool. Pour cela, il le dote d'un Shimenawa en guise de ceinture, rappelant le style vestimentaire d'Orochimaru. Il teste aussi plusieurs autres vêtements comme le col montant et un uniforme militaire. Il finit cependant par choisir des vêtements de style japonais.

## Profil

### Histoire

#### Enfance
L'enfance de Sasuke, relatée au cours du tome 25 de Naruto, montre qu'il a vécu dans l'ombre de son frère aîné Itachi Uchiwa, un surdoué du clan Uchiwa. Dans ses efforts pour gagner la reconnaissance des siens, Sasuke s'entraîne assidûment pour attirer l'attention de ses parents et surtout de son père Fugaku Uchiwa. Il n'arrive cependant jamais à surpasser les exploits réalisés par Itachi, qui est le seul à reconnaitre le potentiel de son frère,. Lorsqu'Itachi prend de la distance avec son clan et coupe les ponts avec sa famille, celle-ci commence à voir en Sasuke la relève du clan.
Alors que Sasuke venait enfin d'être reconnu pour son talent, il revint un jour chez lui et trouva les rues jonchées des corps des membres du clan Uchiwa. Se ruant chez lui, Sasuke trouve Itachi debout devant les corps de leurs parents. Alors que Sasuke tente de fuir, Itachi explique qu'il les a tous massacrés pour « évaluer son potentiel » et qu'il n'a en réalité jamais aimé son petit frère. Prétendant que Sasuke ne valait même pas la peine d'être tué, Itachi l'encourage à devenir plus fort en vivant dans la rage et la haine de son frère, avec comme unique but de venger le clan. Itachi prend la fuite, et en l'absence de l'amour de sa famille, Sasuke accepte de suivre ses instructions et voue sa vie à tuer son frère.
Des années plus tard, dans la deuxième partie de la série, il est révélé que Sasuke avait des doutes sur ce qui s'était passé cette nuit. Ce n'est qu'après la mort d'Itachi qu'il apprend la vérité sur le massacre des Uchiwa : il avait été commandité par le haut conseil du village de Konoha.

#### Entraînement à Konoha
Inscrit à l'académie ninja de Konoha, Sasuke se démarque rapidement des autres et montre des capacités extraordinaires. Il devient orphelin lorsque son grand frère, Itachi décime son clan et déserte le village, le laissant seul. Il décide à ce moment de venger son clan et de devenir puissant pour tuer son frère.
Quand vient le moment d'intégrer une équipe, il rejoint l'équipe 7, où, pour des raisons d'équilibre de niveau, il doit côtoyer Naruto Uzumaki, le plus mauvais des élèves. Avec Sakura Haruno qui complète l'équipe, et sous les ordres de Kakashi Hatake, il remplit quelques missions de niveau D, avant de se distinguer dans la mission au Pays des Vagues. Son maître remarque l'individualisme de Sasuke, qui commence à changer au fur et à mesure qu'il côtoye Naruto, mais aussi son éveil au Sharingan.
Lors de l'examen chūnin, Orochimaru lui appose un sceau maudit durant la seconde épreuve, dont Kakashi ne peut qu'atténuer les effets avec un sceau dont l'efficacité est basée sur la volonté. Avant la dernière épreuve, Kakashi l'entraîne seul dans les montagnes et lui apprend à maîtriser la foudre et sa technique de prédilection, les « Mille oiseaux ». Il apparait durant la 3e épreuve, juste avant d'être disqualifié pour abandon. À la suite de son échec face à Gaara qui a permis à Naruto de se distinguer, il tente de s'opposer à Itachi venu chercher Naruto pour le compte d’Akatsuki. Son nouvel échec lui fait prendre conscience du fossé qui le sépare encore de son frère. Il passe un long moment à l'hôpital, et lors de sa phase de convalescence, constate la puissance de la nouvelle technique de Naruto, l’« Orbe tourbillonnant ».
C'est à ce moment qu’Orochimaru envoie le quartet d'Oto afin de l'attirer en lui promettant plus de puissance. Guidé par sa vengeance et déçu par ses progrès à Konoha, il quitte le village pour suivre l'enseignement d'Orochimaru. Sa sortie du Pays du Feu est marquée par un combat contre Naruto, alliant le sceau maudit et les « Mille oiseaux » face à l'« Orbe tourbillonnant » et la puissance de Kyûbi. Ayant gagné le combat, Sasuke laisse Naruto inconscient pour rejoindre son nouveau maître.

#### Entraînement avec Orochimaru
Peu d'informations sont disponibles sur ces deux ans concernant Sasuke. On ne voit Sasuke durant cette période qu'à quelques occasions. Sasuke réapparaît lors d'un hors-série de l'anime lorsque Naruto, Ino, Shino et Anko ont pour mission d'éliminer le Kaima au pays de l'Océan. Il accompagne Orochimaru venu rendre visite à Amachi.
Lorsqu'il rencontre ses anciens camarades Naruto et Sakura venus le chercher au repère d'Orochimaru avec Saï et Yamato, ces derniers constatent qu'il a créé de nouvelles techniques basées sur les « Mille oiseaux », et que son niveau est largement supérieur aux leurs. Il montre aussi une capacité à maîtriser Kyûbi grâce au Sharingan.
On le revoit ensuite lors d'un entraînement avec Orochimaru où il a vaincu d'« innombrables ninjas » sans verser une goutte de sang. Peu après ça, il se décide à attaquer Orochimaru afin d'aller réaliser son objectif : tuer Itachi. Alors qu'Orochimaru commence son rituel de transmigration d'âme, Sasuke parvient à le piéger et à l'enfermer dans son corps, grâce au Sharingan et à l'état de faiblesse dans lequel se trouve son maître.

#### Hebi / Taka
Après avoir vaincu Orochimaru, Sasuke délivre Suigetsu, alors sujet d'expériences, va chercher Karin qui surveillait des prisonniers du refuge Sud, et Jûgo, qui reste volontairement enfermé au repère Nord pour échapper à ses pulsions meurtrières et également sujet d'expériences sur le « sceau maudit ». Avec ses trois coéquipiers, il forme l'équipe « Hebi» (serpent) ayant pour but de retrouver et tuer son frère Itachi appartenant à l'organisation Akatsuki.
L'organisation apprenant la mort d'Orochimaru et considérant Sasuke comme dangereux, elle décide de tuer ce dernier, mission que Deidara se propose d'effectuer. Après un long combat, explosifs face au raiton et aux illusions, Sasuke finit par vaincre Deidara, non sans être vidé de son chakra et avoir dû sacrifier Manda pour échapper à l'explosion suicide finale du membre d'Akatsuki.
Après avoir récupéré de ses blessures, l'équipe Hebi doit à nouveau fuir, recherchée par Konoha. C'est alors qu'Itachi apparaît à Sasuke et lui donne rendez-vous à la cache des Uchiwa pour leur combat. Après un combat soigneusement orchestré par Itachi pour vider Sasuke de son chakra, forcer Orochimaru libéré à sortir et sceller ce dernier, libérant Sasuke du « sceau maudit », Itachi meurt, réussissant à cacher ses secrets à Sasuke et en lui implantant Amaterasu pour le protéger. Sasuke tombe évanoui et est alors récupéré par Tobi et Zetsu, membres d'Akatsuki.
Tobi explique à Sasuke la vérité sur Itachi, sur le clan Uchiwa et sur les origines de Konoha : les hautes instances du village, notamment Danzô, se méfiaient de plus en plus du clan Uchiwa, les soupçonnant à raison de fomenter un coup d'état contre Konoha. Utilisant la volonté pacifique d'Itachi, qui ne souhaitait pas qu'un nouveau conflit éclate, ils firent de lui leur agent au sein du clan. Enfin, face aux velleités de plus en plus importantes des Uchiwas, ils ordonnèrent à Itachi d'éradiquer son clan, ce qu'il fit, à l'exception de son petit frère qu’il ne put se résoudre à le tuer. Convaincu, Sasuke renomme son équipe « Taka » (faucon), qui rejoint Akatsuki, et dont le nouveau but est l'annihilation de Konoha. On peut alors voir pour la première fois son Kaléidoscope hypnotique du Sharingan.
Tobi donne alors à Sasuke et son équipe la mission de capturer Killer Bee, l'hôte du démon à huit queues Hachibi. Après un combat difficile où il manque de mourir deux fois et est sauvé par Karin et Jûgo, Sasuke parvient à maîtriser son propre Amaterasu et à vaincre Killer Bee. Ils ramènent ce dernier à Akatsuki qui tente de récupérer Hachibi mais s'aperçoit que Killer Bee les a tous trompés en utilisant une substitution. Sasuke et son équipe sont déjà partis pour Konoha, mais Tobi les intercepte et les redirige vers le « Conseil des cinq kage » où se trouve alors Danzô, celui qui était responsable de la mission donnée à Itachi consistant à annihiler le clan Uchiwa.

#### Le Conseil des cinqkage
Sasuke réapparaît et compte se rendre à Konoha pour assouvir sa vengeance avec son équipe Taka. À Konoha, Danzô nouvellement nommé Hokage, commence par déclarer officiellement Sasuke comme ninja déserteur.
Un « Conseil des cinq kage » est organisé pour répondre à la menace d'Akatsuki. Y participent le Kazekage (Gaara), le Tsuchikage (Onoki), le Hokage (Danzō), la Mizukage (Mei Terumi) et le Raikage (A). L'arrivée de Sasuke dans les environs de la réunion met tout le monde sur le pied de guerre et le Raikage, accompagné de ses deux gardes du corps, fonce pour l'intercepter.
Pendant ce temps, Tobi apparaît devant Naruto pour lui parler de Sasuke, lui annoncer que le nindō de ce dernier est basé sur sa vengeance et que Naruto devra affronter son ami car tel est son destin. Puis il disparaît comme il est venu.
Gaara et son équipe porte assistance au Raikage tandis que Sasuke et Karin abandonnent Jûgo et Suigetsu Hozuki et que Danzō, craignant pour sa sécurité, s'enfuit. Sasuke arrive alors à la salle de réunion où il affronte la Mizukage et le Tsuchikage. Blessé, il est sauvé par l'arrivée de Tobi qui l'enferme avec Karin dans une autre dimension afin qu'ils soignent leurs blessures. Durant ce temps, Tobi explique ses intentions aux quatre Kages, puis disparaît en déclarant que la quatrième Grande Guerre Ninja va bientôt commencer.
Grâce à Tobi, Sasuke retrouve rapidement Danzô et le provoque en duel, qu'il remporte avec les techniques du « Kaléidoscope hypnotique du Sharingan » et le sacrifice de Karin.

#### Retrouvailles avec l'équipe 7
C'est alors que Sakura le retrouve et se dit prête à le rejoindre, dans l'intention de le tromper. La ruse se retourne contre son auteur : Sasuke lui tend un piège, et la kunoichi est sauvée par Kakashi Hatake, qui se dit être prêt à tuer son ancien élève. Sasuke maitrîse parfaitement le combat contre Kakashi et Sakura, même s'il commence à perdre la vue, jusqu'à ce que Naruto arrive. Naruto tente à nouveau de le raisonner, mais Sasuke ne lui laisse que deux choix : le tuer et devenir un héros ou se faire tuer et devenir un perdant. Aucun des deux choix ne convient à Naruto et Sasuke oppose ses Mille oiseaux à l'Orbe tourbillonant de Naruto.
Ils sont alors interrompus par Zetsu, qui l'observait depuis un certain temps. Tobi vient à son tour et arrête le combat. Sasuke décide de faire de Naruto sa cible prioritaire et demande alors à Tobi de lui greffer les yeux d'Itachi afin d'augmenter sa puissance et « écraser Naruto ». Sitôt fait, il ressent déjà la puissance de ses nouveaux yeux.

#### Quatrième grande guerre ninja
Sasuke, brûlant d'impatience dans le repaire d’Akatsuki, décide d'en sortir afin de tester ses nouvelles pupilles, après avoir éliminé le Zetsu blanc original, utilisant Susanô combiné à la Lumière Céleste. Partant à la recherche de Naruto, il rencontre plusieurs clones de Zetsu dont il se débarrasse, et par lesquels il apprend que la guerre est en cours. Croisant par hasard, son frère Itachi invoqué par la « Réincarnation des âmes », il le suit. Tous deux arrivent face à Kabuto Yakushi et le combattent. Lorsqu’il parvient à prendre le dessus sur Kabuto et à annuler sa technique, Itachi montre à Sasuke, avant de disparaître, tout ce qui s’est passé le jour où il a décimé le clan Uchiwa, corroborant les versions de Tobi et Danzô. Ne sachant plus ce qu'il doit faire, Sasuke décide alors de rencontrer ceux qui savent tout, mais pour les rencontrer, il a besoin d'Orochimaru, qu'il ressuscite en apposant un sceau sur celui d'Anko.
Accompagnés de Suigetsu et de Jûgo, Sasuke et Orochimaru vont à Konoha pour récupérer un masque spécial du Clan Uzumaki et invoquer le dieu de la Mort pour libérer les bras d’Orochimaru et les âmes des quatre premiers Hokage. Orochimaru fait sortir cinq Zetsu qui parasitaient Sasuke, et en utilise quatre pour invoquer les Hokage avec la « Réincarnation des âmes ». Sasuke se fait confirmer la vérité à propos d’Itachi par Hiruzen Sarutobi, puis se fait raconter l’histoire du Clan Uchiwa et de la création de Konoha par Hashirama Senju. Finalement convaincu que le sacrifice de son frère pour la paix ne doit pas être vain, Sasuke décide de se joindre à l’alliance ninja dans le combat contre Madara Uchiwa, entraînant avec lui ses compagnons (rejoints par Karin), Orochimaru et les Hokage.
Sasuke arrive sur le champ de bataille avec ses compagnons, surprenant ses anciens camarades. Il leur explique qu’il a maintenant l’intention de protéger Konoha et ambitionne de devenir Hokage. Il participe alors aux combats, notamment en tandem avec Naruto, rejoints un moment par Sakura.
Après qu'Obito est devenu le jinchuriki de Jubi, Sasuke et Naruto l'affrontent ensemble avec l'aide des anciens kage réincarnés. Après un combat difficile, ils retirent les démons à queues du corps d'Obito, et Madara profite de la faiblesse de ce dernier, qui a entamé un processus de rédemption pour que Zetsu en prenne le contrôle et utilise la technique de résurrection du Rinnegan à son profit. Après avoir aspiré les neuf démons à queues, Madara transperce Sasuke avec sa propre épée et le laisse pour mort.
Sasuke, entre la vie et la mort, est sauvé par Kabuto ; il a dans son for intérieur un entretien avec le Sage des six chemins qui lui raconte son histoire avant de lui annoncer qu’il est la dernière incarnation de son fils Indra et de lui confier une partie de ses pouvoirs (dont le Rinnegan à l’œil gauche) dans le but d’arrêter Madara.
Sasuke et Naruto sont ensuite aidés par Sakura, Kakashi et un Obito repenti dans leur lutte face à Kaguya Ôtsutsuki ; une fois celle-ci vaincue, Sasuke décide d’emprisonner les démons à queues puis de tuer les kage ainsi que Naruto pour instaurer la paix en prenant le contrôle du monde ninja. Sakura tente de le raisonner en lui réitérant sa déclaration, mais il la plonge dans un genjutsu en déclarant ne pas s'intéresser à elle, et ne pas comprendre l’attrait qu’il suscite. Sasuke et Naruto s'affrontent alors dans la Vallée à la Fin et le combat se termine par un match nul, chacun ayant perdu un bras. Sasuke reconnait cependant sa défaite, et Sakura les soigne en leur évitant de mourir d'hémorragie ; Sasuke s'excuse envers elle pour son comportement. Réintégré au village, il est d'abord enfermé en prison avec un sceau apposé sur lui et n'assiste pas aux funérailles de Neji. Acquitté pour services rendus, par Kakashi devenu 6e Hokage, Sasuke décide de partir en voyage de rédemption ; il refuse que Sakura l'accompagne, mais la réconforte par sa promesse de retour et un début d'attention qu’il lui accorde.

#### Naruto the Last, le film
Durant les événements du film, Sasuke continue son voyage de rédemption dans un désert inconnu ; il croise Hiashi Hyûga blessé par une des marionnettes de Toneri Ôtsutsuki, l’antagoniste du film. Alors qu’il le secourt, il voit descendre un météore issue de la Lune qui détruit une zone inconnue. S’infiltrant dans Konoha, Sasuke dépose Hiashi pour qu’il soit soigné, tandis que les ninjas du village défendent celui-ci des météores qui pleuvent. Il utilise les « Mille oiseaux » pour détruire une partie de météorite que personne ne pouvait atteindre, et repart après avoir brièvement parlé à Kakashi. Il n’assiste pas au mariage de Naruto et Hinata à la fin du film, étant alors à nouveau vaguant dans le désert (il envoie un mot de félicitations dans l’anime).

#### Naruto Gaiden: le 7e Hokage et la lune écarlate
Quelque temps plus tard, il se marie avec Sakura et ils ont une fille nommée Sarada, mais reste toujours éloigné de sa famille à cause de sa mission ; alors qu’il est toujours en voyage dans une forêt, il ressent un trouble lorsque sa fille parle de lui pour déplorer son absence (Sasuke étant en mission de longue durée pour enquêter sur Shin). À l’occasion des événements du spin-off, il retourne brièvement à Konoha vivre avec sa famille avant de repartir.

#### Boruto: Naruto Next Generations
Lors de l'examen de sélection chunin, il rentre à Konoha pour rendre visite à Naruto, mais fait la rencontre de son fils, Boruto. Hinata lui apprend que Naruto est toujours à son bureau. Il s'y rend, puis lui remet un rouleau contenant des informations sur le clan Ôtsutsuki. Il recroise à nouveau Boruto, qui lui demande de devenir son maître. Comme Boruto ne maîtrise pas l'« Orbe tourbillonnant », il se voit recalé. Plus tard, Sasuke accepte finalement de prendre Boruto comme disciple. Lors de l'attaque des deux membres du clan Ôtsutsuki, Kinshiki et Momoshiki, sur Konoha, Sasuke aide Naruto à contrer les attaques de leurs adversaires, mais ne peut empêcher l'enlèvement de son rival. Accompagné de Boruto et des quatre autres Kage, il part dans la dimension du clan Ôtsutsuki pour délivrer Naruto.

### Personnalité
Lorsqu'il était encore étudiant à l'académie ninja, Sasuke jouissait d'une grande popularité (grâce à ses performances et sa beauté physique remarquables) en particulier chez la gent féminine. Cependant il restait le plus souvent à l'écart des autres, se montrant froid et dédaigneux. Quand il est assigné à l'équipe 7, Sasuke fait preuve d'une grande indifférence envers ses coéquipiers. Estimant que ses capacités sont de loin supérieures aux leurs, il est réticent à l'idée de coopérer avec Naruto Uzumaki et Sakura Haruno, qui ne lui seraient d'aucune aide pour tuer Itachi. Ses impressions se révèlent fausses, car en dépit de leurs échecs, Sakura est un puits de science ; tandis que la compétition qu'il mène contre Naruto s'avère être une méthode efficace pour progresser. De plus, le fait d'avoir vécu seul durant son enfance comme Naruto contribue fortement à les rapprocher. Alors qu'il reste sûr de lui au fur et à mesure de la série, Sasuke se lie de plus en plus aux autres personnages. Il va jusqu'à risquer sa propre vie pour sauver les leurs, même si sa mort devait l'empêcher de mener sa vengeance contre Itachi.
Bien que Sasuke s'épanouisse à Konoha, il ne perd jamais de vue son ambition de devenir plus puissant. Durant ses combats contre Haku et Gaara, il teste ses capacités contre des ninjas de plus en plus forts, l'obligeant à se surpasser à chaque fois. Alors qu'il se satisfait de son développement, Sasuke se rend compte que Naruto progresse pourtant plus rapidement que lui. Ceci, ajouté avec sa rapide défaite contre Itachi durant son bref retour à Konoha, le convainc qu'il évolue trop lentement. Il commence dès lors à traiter ses amis comme des adversaires pour tester ses capacités contre les leurs. Sasuke provoque alors Naruto en combat singulier afin de vérifier ses progrès par rapport à lui. C'est lors de ce combat qu'il se rend compte que Naruto n’est plus le perdant qu’il connaissait.
Déçu par ses progrès à Konoha et attiré par les promesses d'Orochimaru de le rendre plus fort, Sasuke déserte le village à la fin de la première partie. Il est escorté par les membres du « Quartet du Son », la garde rapprochée d'Orochimaru. Naruto tente de le stopper, mais Sasuke, désirant plus que tout devenir plus puissant, essaye de le tuer. En effet, tuer son meilleur ami serait selon Itachi la seule façon d'accéder à un pouvoir pouvant le surpasser. Il atteint presque ce but mais renonce au dernier moment, lassé de suivre les ordres de son frère. Il décide de suivre sa propre voie et s'en va trouver Orochimaru. Il s'entraine avec lui pendant deux ans et demi, son but de tuer Itachi prenant le pas sur tout autre. Orochimaru lui apprend plusieurs techniques en rapport avec les serpents (comme il l'avait fait avec Anko), et le rend bien plus fort qu'il ne l'a jamais été. Sasuke déclare qu'il est prêt à donner son corps à son maître si cela pouvait aboutir à la mort de son frère. Il se retourne cependant contre Orochimaru après avoir conclu que ce dernier n'a plus rien à lui apprendre, profitant de l'état de grande faiblesse dans lequel son mentor se trouve alors,,. Il forme l'équipe « Hebi » (« Serpent »), un groupe d'individus rassemblés pour l'aider à trouver Itachi. Après le combat des deux frères et la mort d'Itachi, Sasuke apprend comment les hautes instances de Konoha se sont servies de son frère pour détruire leur clan. Il abandonne la haine qu'il éprouve pour lui. Il rebaptise son groupe Faucon (鷹, Taka) et collabore avec l'organisation criminelle Akatsuki dans le but de détruire Konoha pour venger son clan et Itachi.
Au fur et à mesure de la seconde partie, il devient de plus en plus impitoyable, ne se concentrant que sur sa vengeance et faisant preuve de plus de cruauté. Au « Conseil des cinq kage », il élimine plusieurs samouraïs et abandonne deux camarades d'équipe, Suigetsu et Jugô, pourtant en difficulté, afin de poursuivre Danzô. Il finit au terme du combat contre ce dernier par le transpercer en même temps que Karin, prise en otage, considérant que cette dernière (qui lui a sauvé la vie au cours du même combat) est « devenue un fardeau ». À la fin du combat, ses seuls mots seront « au tour de Konoha maintenant ». Alors qu'il s'apprête à tuer Sakura arrivée sur les lieux du combat, Kakashi intervient et constate à quel point Sasuke est « tombé bas » dans l'accomplissement de sa vengeance.
Cependant, après s'être fait greffer les yeux d'Itachi, avoir vaincu Zetsu blanc et ses clones ainsi que Kabuto avec l'aide de son frère, et que ce dernier lui a montré ce qui s'est vraiment passé le jour où il a massacré le clan Uchiwa et disant à son petit frère que quoi qu'il ait décidé de faire il l'aimera toujours, Sasuke semble se poser davantage de questions sur la vie d'un ninja et fait appel à Orochimaru pour pouvoir trouver des réponses. Lorsque celui-ci invoque les quatre anciens Hokage avec sa technique de la «Réincarnation des âmes» et après avoir entendu la confirmation de la vérité sur son frère par Hiruzen Sarutobi et l'histoire du Clan Uchiwa et du Clan Senju de la forêt par Hashirama Senju, et convaincu que le sacrifice de son frère pour la paix ne doit pas être vain, Sasuke change finalement de camp et décide d'aider l'alliance ninja dans son combat contre Madara et Obito mais cependant ses ambitions de défendre Konoha et d'être Hokage restent floues, choses que Jugô et Naruto vont remarquer, puis plus tard Sakura et Saï. En effet, après la victoire sur Kaguya Ôtsutsuki, Sasuke affiche ses ambitions en annonçant vouloir instaurer la paix en prenant le contrôle du monde ninja, et tuer les kage, ainsi que Naruto pour se débarrasser du lien d’amitié qui s’est créé entre eux.
Après leur combat, Sasuke comprend finalement l’importance des liens noués avec les autres, et reconnaît enfin la valeur de Naruto, en voyant tout le chemin qu'il a parcouru pour devenir plus puissant. Une fois soigné, il décide de partir en voyage de rédemption pour se racheter. Contrairement à Naruto, il choisit de ne pas remplacer son bras gauche par une prothèse créée à partir des cellules du 1er Hokage.

### Capacités

#### Un digne héritier du clan Uchiwa
Sasuke a toujours été capable d'apprendre un grand nombre de ninjutsu avec facilité. Lorsque Naruto débute, Sasuke est déjà hautement expérimenté avec l'utilisation de techniques spécifiques au clan Uchiwa, comme les techniques katon (notamment la boule de feu) et d'autres basées sur les armes (comme l'art du lancer des shurikens), des talents qu'il continue à développer au cours de la série.

##### Sharingan

L'évolution du Sharingan classique.

Le « Kaléidoscope hypnotique du Sharingan » de Sasuke.

Le « Kaléidoscope hypnotique éternel du Sharingan » de Sasuke.

De ses capacités héritées de la lignée de son clan, celle que Sasuke utilise le plus est le sharingan (写輪眼, sharingan), un dōjutsu qui se manifeste à travers ses yeux et qui lui donne de nombreux avantages. Le sharingan de Sasuke se développe pendant la durée de la première partie de la série, lui permettant de prédire les mouvements de ses adversaires ou les trajectoires de projectiles. Dans la deuxième partie il commence à l'utiliser pour créer des illusions avec le genjutsu, lui permettant de manipuler et de rendre confus ses adversaires.
Le sharingan de Sasuke franchit un nouveau cap après la mort d'Itachi. Ce dernier étant assimilé à un proche, Sasuke éveille le « Kaléidoscope Hypnotique du Sharingan ». Il peut alors utiliser « la Lumière Céleste, Amateratsu», une technique libérant des flammes noires pouvant tout incendier puis brûler sans arrêt, et « les Arcanes Lunaires », qui plonge l'esprit d'un ennemi dans un monde d'illusions mortelles. On apprend par la suite qu'il peut invoquer Susanô lors de son combat contre le Raikage où Sasuke le combine à la Lumière Céleste, parvenant à donner aux flammes la forme d'un bouclier intégral, et démontrant ainsi une maîtrise du « Kaléidoscope hypnotique du Sharingan » peut-être même supérieure à celle d’Itachi. Il y recourt aussi davantage que son frère, l'incarnation du Susanô ne le quittant pas durant tout le combat contre Kakashi Hatake et ressent rapidement les troubles de la vision liés à une utilisation importante du dōjutsu.
À la suite de la transplantation des yeux d'Itachi par Tobi, Sasuke a éveillé un nouveau dōjutsu, le « Kaléidoscope Hypnotique éternel du Sharingan ». il peut désormais utiliser les techniques du « Kaléidoscope Hypnotique du Sharingan » sans courir le risque de devenir aveugle.
À la suite de sa rencontre avec le Sage des six chemins, Sasuke obtient le Rinnegan dans l’œil gauche. Cependant, cette nouvelle pupille est différente du Rinnegan classique, il compte six tomoes disposé sur ses deux premiers cercles. Il est capable d'utiliser les pouvoirs propres au Rinnegan comme l' « Attraction céleste » et l' « Absorption ». Sasuke est également capable d'ouvrir un trou spatio-temporel grâce au Rinnegan.

##### La maîtrise du feu
Dès son plus jeune âge, Sasuke a été initié par son père aux techniques particulières du clan, basées sur l'élément feu (katon). Cette affinité principale des Uchiwa est transmise de génération en génération, et un jeune Uchiwa est considéré comme un homme à partir du moment où il est capable de cracher une boule de feu conséquente. Au fil du manga, Sasuke développe des techniques utilisant le feu de plus en plus sophistiquées, allant jusqu'à l'utiliser pour réchauffer l'atmosphère pour créer un orage, en vue d'utiliser sa technique ultime basée sur les éclairs.
Par la suite, après le combat contre Itachi et l'obtention du « Kaléidoscope hypnotique du Sharingan », Sasuke obtient la maîtrise d'une toute nouvelle forme de feu : le feu d'Amaterasu, des flammes noires inextinguibles (mais pouvant cependant être scellées), capables de brûler toutes les matières (même le feu classique) sans faiblir durant 7 jours et 7 nuits.
Il peut maintenant modeler ces flammes à sa guise pour créer un bouclier intégral et autres défenses efficaces contre les attaques physiques.

##### L'art du lancer d'armes
Comme son frère Itachi, Sasuke excelle dans le lancer de shurikens, kunais et autres armes de lancer (comme les shurikens géants à quatre lames). On le voit notamment s'entraîner avec son grand frère, impressionné par les capacités de ce dernier à atteindre toutes ses cibles d'un coup, mêmes celles cachées dans un angle mort (qu'Itachi atteint en faisant dévier les kunais lancés avec d'autres).
Lors des divers combats de Sasuke au fil du manga, on peut le voir utiliser très souvent les armes de jet, utilisant des techniques spécifiques à celles-ci (comme le « Shuriken de l'ombre »), et pouvant même les diriger à l'aide de fils, grâce au Sharingan. Mais c'est lors de son combat contre Itachi qu'on peut remarquer qu'il a enfin atteint le niveau de son grand frère dans ce domaine, Itachi et Sasuke se lançant une très grande quantité de shurikens s'annulant et se déviant les uns contre les autres. Sasuke prendra même l'avantage en manipulant avec des fils deux shurikens géants, profitant des troubles de vision d'Itachi, provoqués par l'utilisation du « Kaléidoscope hypnotique du Sharingan ».

#### L'apprentissage avec Orochimaru
L'influence d'Orochimaru est un élément récurrent dans les capacités de Sasuke ; une bonne partie de sa puissance actuelle revient de l'entraînement avec son mentor. Lors de sa première rencontre avec lui pendant l'examen chūnin, Sasuke se fait apposer le sceau maudit du ciel qui améliore grandement sa puissance et lui confère davantage de chakra lorsqu'il est activé. Lorsqu'il le reçoit, le sceau est au niveau un : son corps se recouvre de motifs noirs en forme de flammes lors de son utilisation. Le sceau peut passer au niveau deux après avoir avalé le seishingan, une pilule capable de faire progresser le niveau du sceau maudit. Sasuke voit sa quantité de chakra augmenter davantage encore, et ce, de manière encore plus impressionnante et dangereuse. Il ressemble à un monstre doté de deux grandes ailes en forme de main lui permettant de voler, lui apportant aussi une protection. Ses cheveux s'allongent et se teignent en bleu, il a une étoile noire à quatre branches entre le front et le nez, ses lèvres sont bleues, a des griffes et tout son corps est gris foncé avec une touche violacée. Après son entraînement avec Orochimaru, ses capacités physiques s'améliorent ; il apprend des techniques utilisant des serpents (la « poigne du serpent spectral » par exemple) pour l'aider durant la bataille; en outre il possède et sait manier un sabre. En plus des techniques qu'il connait, Sasuke a accès à d'autres capacités lorsqu'il absorbe Orochimaru dans son corps, comme celle d’utiliser sa permutation spéciale, ou de se rétablir très rapidement de ses blessures, toutes deux liées au « pouvoir du Grand Serpent Blanc » (白蛇の力, Shirohebi no Chikara). Durant leur combat fratricide, Itachi retire l'esprit d'Orochimaru et la marque maudite du corps de Sasuke, l'empêchant d'accéder aux pouvoirs que lui conférait le sceau.

##### Invocations
Invocation des serpents
Sasuke est capable d'utiliser la « technique d'invocation » pour invoquer des serpents. Après avoir signé un pacte de sang avec les serpents, il peut, avec un peu de sang, faire appel à l'un d'entre eux, le plus souvent de taille gigantesque. Il peut utiliser ces serpents comme bouclier, mais aussi comme valeur offensive.
Notons qu'il possède suffisamment de chakra pour invoquer Manda (qu'il maîtrise mieux qu'Orochimaru car il peut l'hypnotiser avec son Sharingan).

Le sceau permettant peut-être d'invoquer des serpents.

Il a le même tatouage qu'Orochimaru au bras gauche. Celui-ci apparait après l'invocation de Manda, puis disparaît cependant à la suite du combat contre Itachi.
Invocation d'un faucon géant
Sasuke peut invoquer un faucon géant. On ignore où et comment il a appris cette invocation.

##### Maniement du sabre
Lors de la première confrontation entre Sasuke et ses anciens camarades de Konoha dans la seconde partie, l'on peut constater que Sasuke s'est doté d'un chokutō qu'il appelle « épée de Kusanagi » (du même nom que l'épée d'Orochimaru). Bien que cette épée n’a en elle-même aucune particularité et ne présente pas les mêmes propriétés que celle d'Orochimaru (qui est naturellement incassable et pouvant s'agrandir), Sasuke est capable de la combiner avec les « Mille oiseaux », ce qui la rend incassable et extrêmement tranchante, quasiment imparable pour la plupart des armes blanches conventionnelles, qu'il peut ainsi aisément traverser (néanmoins, les épées de Killer Bee, qui utilise la même technique de combinaison raiton, rivalisent avec elle). Il nomme cette combinaison « épée de Kusanagi - Katana des mille oiseaux » (草薙の剣・千鳥刀, Kusanagi no Tsurugi - Chidori katana).
Lorsqu'on voit par la suite Sasuke s'entraîner, supervisé par Orochimaru, l'on voit qu'il a vaincu, chokutō en main et seul, une grande quantité de ninjas lourdement armés, sans les tuer, et sans perdre une goutte de sang. À cette occasion, Orochimaru se remémore le fait qu'il était lui-même considéré comme un génie dans sa jeunesse, mais que face au génie de Sasuke, le sien faisait pâle figure.
NB : Kusanagi est le nom d'une épée légendaire du folklore Japonais

#### L'art de maîtriser la foudre
Avant la désertion de Sasuke, son mentor Kakashi, dont l'affinité principale est la maîtrise de la foudre (raiton), lui enseigne comment utiliser Les Mille Oiseaux (千鳥, Chidori). Cette technique consiste à accumuler du chakra de la foudre dans sa main pour ensuite se précipiter sur l'adversaire avec une rapide attaque frontale, causant de graves dégâts à la cible. Cette technique est dangereuse à utiliser, car la rapidité de l'attaque empêche de percevoir les mouvements de l'adversaire. Elle est cependant faite sur mesure pour les possesseurs du Sharingan, qui peuvent utiliser leur dōjutsu pour anticiper les déplacements de la cible. Alors que Sasuke peut utiliser cette technique deux fois par jour dans la première partie, la fréquence maximum d'utilisation dans la deuxième partie est inconnue. Toutefois, Sasuke emploie des variantes de cette technique, utilisant les bases des Mille Oiseaux pour créer de nouvelles utilisations. La première est la capacité à émettre de l'électricité de son corps et de s'en servir comme un bouclier ainsi que d'en envoyer dans la lame de son chokutō pour en augmenter le tranchant et la solidité. Il montre ensuite qu'il peut modeler l'électricité afin d'en faire des formes solides comme une épée extensible.
Il peut enfin exploiter la foudre en conjonction avec le feu et s'en servir dans une attaque appelée « La girafe » (麒麟, pinyin : Qílín ; roma-ji : Kirin),. Cette technique (de rang S), consistant à former des nuages orageux en chauffant l'atmosphère avec un dragon de feu, puis à faire tomber un éclair de foudre d'une grande puissance sur son adversaire, est sa technique ultime.

#### Combat au corps à corps
Grâce au Sharingan, Sasuke est capable de copier les techniques de combat au corps à corps (taijutsu), comme celles qu'il a vu effectuer par Rock Lee lors de l'examen chūnin. Cependant, pour acquérir la même vitesse que ce dernier, il est obligé de s'entraîner durement pour que son corps ait les conditions physiques nécessaires.
Lors du combat de Sasuke contre Gaara lors de la 3e épreuve de l'examen, Rock Lee remarquera, non sans une pointe de jalousie, que le jeune Uchiwa a pu acquérir en un mois d'entraînement les mêmes possibilités que lui en combat au corps à corps (hormis la technique d'« Ouverture des huit portes célestes ») et qu'il atteint la même vitesse qui avait mis Gaara en difficulté lorsqu'il l'avait lui-même combattu.

### Évolution

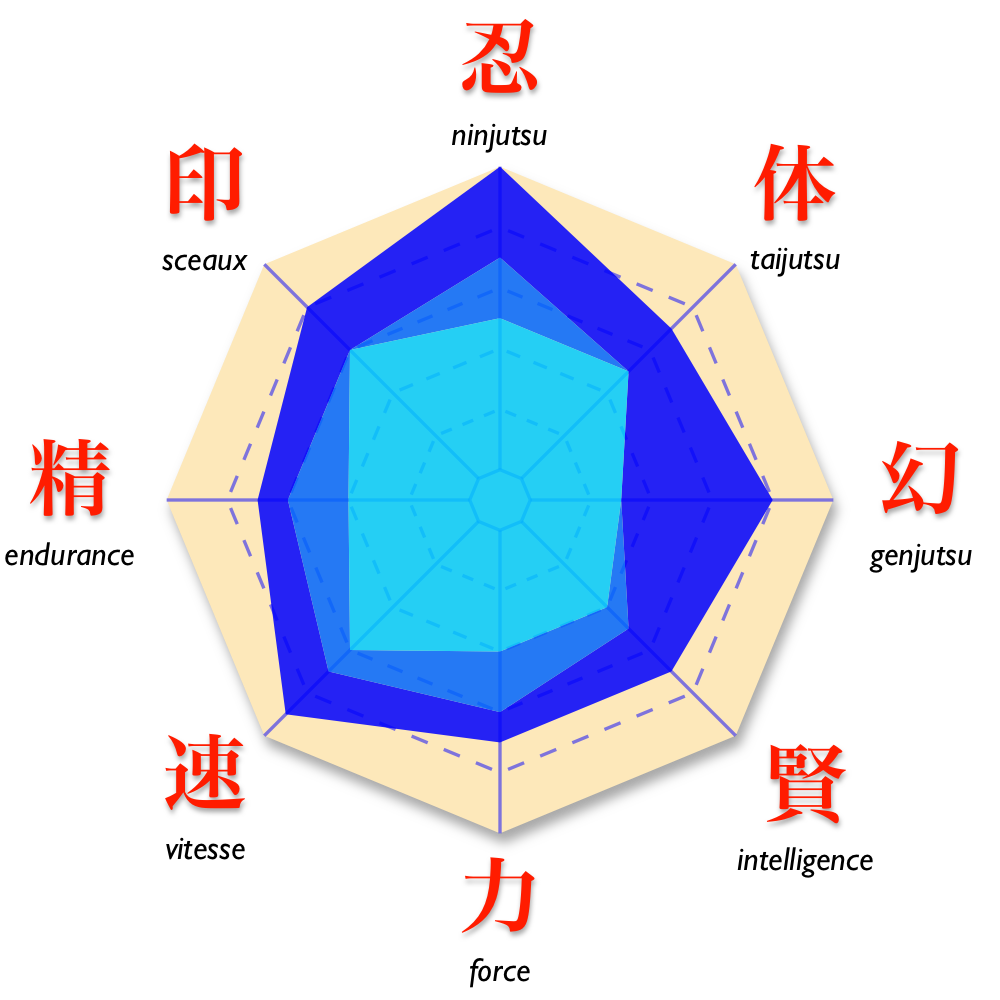
À la suite de son entraînement avec Orochimaru, les capacités de Sasuke se sont grandement améliorées. Par sa volonté de combler le fossé entre lui et son frère, le jeune Uchiwa gagne en puissance…
Milieu partie I
Fin partie I
Milieu partie II

|                  | Capacités | Âge    | Niveau            | Taille   | Poids   | Missions                                |
| ---------------- | --------- | ------ | ----------------- | -------- | ------- | --------------------------------------- |
| Milieu Partie I  | 46 %      | 12 ans | Genin (下忍)      | 150,8 cm | 42,2 kg | - S — 0 - A — 0 - B — 0 - C — 1 - D — 7 |
| Fin Partie I     | 56 %      | 13 ans | Genin (下忍)      | 153,2 cm | 43,5 kg | - S — 0 - A — 1 - B — 0 - C — 1 - D — 7 |
| Milieu Partie II | 79 %      | 16 ans | Nuke-nin (抜け忍) | 168 cm   | 52,2 kg | - S — 0 - A — 6 - B — 2 - C — 1 - D — 7 |

## Apparition dans les autres médias
Sasuke fait plusieurs apparitions hors de la série et du manga. Il apparait dans trois OAV dérivés de la série, aidant Naruto et Konohamaru à trouver un trèfle à quatre feuilles dans la première animation, se joint à son équipe pour escorter un ninja nommé Shibuki dans son village et l'aider à vaincre le déserteur qui a dérobé « l'eau des héros » du village dans le second et participe à un tournoi dans le troisième,,. Sasuke fait des apparitions dans les deux premiers films, même s'il n'apparait que brièvement dans un souvenir dans le second. Il fit aussi une apparition dans la deuxième partie du film Naruto Shippuden : Les Liens. Sasuke apparaît aussi dans le film Naruto Shippuden: Road to Ninja.
À la suite de la vente de t-shirts de la série au magasin UNIQLO à Paris depuis le 28 septembre 2010, un OAV a été créé. Dans celui-ci, Sasuke affronte Naruto après avoir éveillé le Kaléidoscope Hypnotique du Sharingan obtenu par son frère Itachi.
Sasuke est un personnage jouable d'entrée dans les jeux vidéo Naruto, incluant les séries Clash of Ninja et Ultimate Ninja,,. Dans ces jeux il est possible de le débloquer et de jouer une version de lui avec le sceau maudit activé. À cause de son absence jusqu'à la moitié de Naruto Shippuden, il n'apparait pas dans les jeux basé sur Shippuden jusqu'à Naruto Shippūden: Gekitō Ninja Taisen! EX.
Kuchilla Saske, un personnage de Raruto, une bande dessinée en ligne, est un parodie de Sasuke.

## Réception
Dans chaque sondage de popularité officiel du Weekly Shōnen Jump sur la série, Sasuke est classé dans le top cinq du classement. Si à ses débuts il alternait entre la troisième et cinquième place, il est dans les plus récents dans les deux premières,. Yuri Lowenthal, doubleur anglophone du personnage de Sasuke, a déclaré dans une interview être honoré d'interpréter ce rôle parmi tant d'auditionnés. Il note le stress associé à son travail à cause des fans très critiques qui ne tolèrent aucune erreur ou déviance pendant le doublage. Il dit aussi que la première impression que le personnage lui avait donnée était celle d'un gars sérieux et consacré à son entrainement, mais il se rendit compte plus tard de sa douleur et d'où elle venait. Plusieurs jouets furent réalisés à l'effigie de Sasuke, dont des poupées de la partie 1 et 2,, des porte-clés et de nombreuses figurines.
Plusieurs publications spécialisées dans le manga, l'anime et les jeux vidéo ont donné leur avis sur le personnage de Sasuke. IGN le définit comme étant l'« emo-kid » de l'histoire, par dérision à cause de sa personnalité sérieuse et froide, et qu'il est difficile d'avoir de la sympathie pour lui. GameSpot trouva les capacités de Sasuke « superbes », même s'il rejoint l'avis d’IGN concernant sa personnalité. Carl Kimlinger d’Anime News Network qualifie le combat de Sasuke durant l'examen chūnin d'« action à l'état pur », et affirme que l'influence d'Orochimaru maintient la tension. Dans une autre critique, Kimlinger estime que le personnage avait besoin d'être développé quand il s'est échappé de Konoha, mais que les longs flashbacks sur sa vie avant son combat contre Naruto n'étaient pas nécessaires.

## Techniques
- Technique pour dénouer les liens (縄抜けの術, Nawanuke no Jutsu?)[11],[DB 5] — rang E
Technique basique consistant à se libérer de liens lorsqu'on est pieds et poings liés.
- Shuriken furtif (影手裏剣の術, Kage shuriken no Jutsu?)[43],[DB 6] — rang D
Sasuke projette contre l'ennemi deux shurikens géants à quatre lames, dont l'un est caché sous l'ombre de l'autre. Éventuellement, les deux shurikens peuvent être électrisés par le Chidori de Sasuke et avoir des lames qui se détachent les unes des autres pour partir dans quatre directions opposées afin de toucher l'ennemi si celui-ci évite les deux shurikens qui viennent de manière frontale (cette technique a été utilisée contre Zabuza, puis contre Deidara et contre Itachi).
- Moulin à trois lames téléguidé (操風車三ノ大刀, Sō fūsha san no tachi?)[44],[DB 7] — rang C
Sasuke lance un shuriken géant à trois lames et des kunaïs qu'il contrôle avec des fils, du chakra et le Sharingan.
- L’ombre de la feuille morte (影舞葉, Kage buyō?)[DB 8],[45],[46] — rang C
Technique copiée grâce au Sharingan, après que Sasuke l'a subie une fois face à Rock Lee.
L'utilisateur donne un violent coup de pied dans le menton de l'adversaire, puis il se place juste en dessous de lui pour pouvoir enchaîner sans que celui-ci ne puisse riposter. Sasuke l'enchaîne avec « La fureur du lion ».
NB : Le buyō est traditionnel de la danse et du mime au Japon.
- La fureur du lion (獅子連弾, Shishi rendan?)[46],[DB 9] — rang C
Après avoir utilisé la technique de « L'ombre de la feuille morte », Sasuke projette l'adversaire sous lui en l'attrapant et en lui donnant une série de coups de pied de plus en plus puissants, le projetant violemment au sol.
- Le lâcher du faucon (ハヤブサ落とし, Hayabusa ōtoshi?)[46],[DB 9] — rang C
Lorsque son adversaire est dans les airs en position de chute, Sasuke attrape ce dernier en lui resserrant le torse avec ses jambes et en tenant ses jambes avec ses mains afin de l'immobiliser pour le faire percuter violemment au sol.
- Déplacement Instantané (瞬身の術, Shunshin no Jutsu?)[47],[DB 10] — rang D
Il s'agit d'une technique de déplacement rapide.
- Illusion démoniaque - Entrave par les pieux (魔幻・枷杭の術, Magen - Kasegui no Jutsu?)[48],[DB 11]
Genjutsu produit par le Sharingan, donnant l'impression à la personne qui subit l'illusion d'être « clouée » au sol par des clous géants.
Tout comme Itachi, Sasuke l'utilisera contre Orochimaru lorsque ce dernier voudra assujettir l'âme de Sasuke par son rituel de réincarnation.
Il dira la même phrase qu'Itachi à Orochimaru : « Orochimaru, toutes vos techniques sont inefficaces face à ces yeux là. »[48].
- Sort d'entrave - Le regard du serpent (蛇睨呪縛, Jagei jubaku?)[33],[DB 12] — rang C
Technique d'Orochimaru, apprise à Sasuke : deux énormes serpents sortent des manches de Sasuke et s'enroulent autour des personnes alentour afin de restreindre leur mouvement ou par la suite les étouffer.
- Technique de pilotage de shuriken (操手裏剣の術, Sō shuriken no Jutsu?)[49],[DB 13] — rang D
Consiste à lancer des shurikens à 4 lames attachés à des fils et à les diriger (un peu à la manière de cerfs-volants…). Technique proche du moulin à trois lames téléguidé.
- Invocation - création d'armes en un éclair (口寄せ・雷光剣化, Kuchiyose - Raikoukenka?)[28],[DB 14]
Sasuke fait apparaître (en touchant un sceau placé sur son poignet gauche de sa main droite et le même sceau placé sur son poignet droit de sa main gauche) un shuriken dans chaque main. Il peut également invoquer des armes de toutes tailles et de toutes formes… Très pratique pour avoir une arme en main très rapidement en plein combat.
- Technique de permutation (変わり身の術, Kawarimi no jutsu?)[34],[DB 15]
Sasuke utilise une technique de permutation propre à Orochimaru. Cette technique laisse une enveloppe vide du corps (telle une exuvie), ce qui permet de faire illusion et de retarder l'adversaire.
Sasuke l'utilise pour échapper à la Lumière céleste lors de son combat contre Itachi. Cette technique est très efficace et impossible à déceler mais demande en échange une énorme quantité de chakra[note 2].
- Invocation (口寄せの術, Kuchiyose no jutsu?)[37]
Technique servant à invoquer des animaux ou des objets dont la puissance ou l'importance est déterminée selon la quantité de chakra utilisée. Elle est employée par Sasuke pour invoquer un faucon lors de son combat contre Danzô. Cette technique est un pacte de sang avec la race invoquée (l'utilisateur signe avec son sang sur un parchemin). Elle nécessite donc que l'invocateur utilise son sang pour marquer la main qui va apposer l'invocation. En général, les ninjas qui l'utilisent se mordent le doigt pour obtenir rapidement ce sang nécessaire. Plus tard, Sasuke l’utilise aussi pour invoquer le serpent géant Aoda, alors qu’il utilisait auparavant un tatouage spécial pour invoquer les serpents.
- Libération du mal (解邪法印, Kaija hōin?)[50]
Sasuke utilise cette technique pour libérer l’essence d’Orochimaru piégée dans le sceau maudit ; technique contraire à celle de Kakashi Hatake, « Le sceau endigue le mal ».

### Katon
- Katon - Technique suprême de la boule de feu (火遁・豪火球の術, Katon - Gōkakyū no jutsu?)[24],[DB 16] — rang C
Technique utilisée par le clan Uchiwa, qui produit une boule de feu en forme du blason des Uchiwa, plus ou moins puissante selon la personne. La maîtrise de cette technique est le signe de la maturité pour les membres du clan Uchiwa. Sasuke l'apprend à l'âge de 7 ans.
Les mudrās pour cette technique sont : serpent, chèvre, singe, cochon, cheval, tigre.
- Katon - Technique de la balsamine (火遁・鳳仙火の術, Katon - Hōsenka no Jutsu?)[51],[DB 16] — rang C
Technique spéciale du clan Uchiwa, Sasuke lance des boules de feu en forme de pétales. Il y cache parfois des shurikens pour la rendre plus efficace.
Les mudrās pour cette technique sont : tigre, serpent, lièvre, buffle, singe et tigre.
- Katon - Le feu du dragon (火遁・龍火の術, Katon - Ryūka no Jutsu?)[44],[DB 17] — rang C
Technique qui produit un puissant souffle de feu capable de se propager le long d'un fil entravant l'adversaire.
Les mudrās pour cette technique sont serpent, dragon, lièvre et chevre.
- Katon - Le feu du dragon suprême (火遁・豪龍火の術, Katon - Gōryūka no Jutsu?)[34],[DB 18] — rang B
Technique consistant à produire plusieurs boules de feu ayant chacune une forme de tête de Qilin. En plus de la capacité incendiaire, comme toute autre technique katon, cette technique semble avoir un pouvoir destructeur intense puisqu'elle passe facilement au travers du plafond particulièrement épais qui séparait Sasuke et Itachi lors de leur affrontement.
Cette technique sert également à créer un courant d'air chaud ascendant permettant la formation rapide de cumulonimbus en vue d'utiliser la technique « Qilin ».

### Raiton
- Les mille oiseaux (千鳥, Chidori?)[52],[DB 19]
Technique créée et enseignée par Kakashi qui consiste à concentrer son chakra dans la paume de la main et à sculpter le chakra jusqu'à ce qu'il prenne l'apparence d'éclairs. Il en résulte un éclair de chakra capable de percer n'importe quoi et de porter un coup fatal à l'ennemi. Cette technique produit un bruit strident évoquant les cris de mille oiseaux. Cette technique est également surnommée « L'éclair pourfendeur » car Gaï raconte que Kakashi a un jour réussi à couper la foudre grâce à elle. À treize ans, Sasuke pouvait l'utiliser deux fois par jour ; il peut maintenant l'utiliser bien plus.
Les mudrās pour cette technique sont : buffle, lièvre et singe.
- Le flux des mille oiseaux (千鳥流し, Chidori nagashi?)[53],[DB 20] — rang A
Il s'agit ni plus ni moins d'un Mille oiseaux global émanant de tout le corps de Sasuke, lui permettant de repousser des projectiles et autres attaques adverses, tout en infligeant une lourde décharge électrique aux ennemis se trouvant dans son champ d'action.
- L'épée de Kusanagi - Katana des mille oiseaux (草薙の剣・千鳥刀, Kusanagi no Tsurugi - Chidori katana?)[38],[DB 21] — rang B
Sasuke envoie dans la lame de son chokutō un Mille oiseaux  la rendant capable de trancher n'importe quoi. Les armes classiques en métal ne peuvent rivaliser contre cette technique et se brisent instantanément au contact de la lame. De plus, si Sasuke blesse son adversaire avec cette lame, l'électricité qui parcourt la lame engourdit le corps de ce dernier, donnant à Sasuke un avantage certain pour attaquer.
- La lance acérée des mille oiseaux (千鳥鋭槍, Chidori eisō?)[21],[DB 22] — rang A
Sasuke sculpte son chakra d'affinité raiton (« Art d'utiliser la foudre ») pour transformer son Mille oiseaux en une grande lance extensible ayant une portée de 5 m.
- L'aiguille des mille oiseaux (千鳥千本, Chidori senbon?)[54],[DB 22] — rang A
Sasuke sculpte son chakra afin de transformer les Mille oiseaux en une multitude de senbon permettant d'attaquer à distance tout en gardant les propriétés des Mille oiseaux.
- Kirin (麒麟, pinyin : Qílín ; roma-ji : Kirin?)[40],[DB 23],[trad 2] — rang S
Cette technique consiste en un premier temps à échauffer l'air et créer de puissants courants d'air ascendants, source de cumulonimbus (nuages générateurs de foudre). Dans un deuxième temps, ces nuages accumulent une quantité considérable d'énergie électrique qui sera par la suite déversée sur la cible par l'utilisateur qui aura préalablement pris le contrôle de cette foudre de manière brusque et très rapide (plusieurs fois la vitesse du son) sous la forme d'un éclair ayant la forme d'une tête de Qilin.
Cette technique, de rang S, est très puissante et quasi-imparable du fait de sa vitesse extrême. Sasuke l'utilisera contre Itachi qui la contrera grâce à son invocation divine « Susanô » et contre Naruto qui arrivera à survivre malgré l'attaque.
- Les mille oiseaux aux flammes noires (千鳥加具土命, Chidori kagutsuchi?)
Sasuke ajoute des flammes noires aux Mille oiseaux pour les rendre encore plus puissants.
- La flèche d'Indra (インドラの矢, Indora no ya?)
La plus puissante technique de Sasuke exécutée grâce au chakra des démons à queues. Ce dernier rassemble une quantité phénoménale de chakra raiton de son Susanô, le plus évolué et imprégné de la puissance des démons à queues, dans une flèche.

### Sharingan
- Sharingan (写輪眼, Sharingan?)[14],[DB 24]
Technique d'œil (dōjutsu) héréditaire du clan Uchiwa. Permet de copier des techniques de ninjutsu, taijutsu et genjutsu (mais pas les techniques utilisant une nature du chakra qu'il ne possède pas ou un don héréditaire). Le Sharingan ayant 3 « branches » permet de prévoir les mouvements de l'adversaire en observant, entre autres, son agressivité et son flux de chakra. Sasuke est capable de faire un genjutsu avec son Sharingan comme son frère Itachi, de montrer un évènement passé sous forme d'illusion et également de regarder à l'intérieur d'une personne pour voir ses pouvoirs cachés.
- Kaléidoscope hypnotique du Sharingan (万華鏡写輪眼, Mangekyō Sharingan?)[55],[DB 25]
Du fait de la mort d'Itachi, Sasuke peut utiliser cette version très évoluée du Sharingan, qu'il ne maîtrisera cependant pas tout de suite. Il permet d'utiliser des techniques extrêmement puissantes (décrites ci-dessous). Les limites du « Kaléidoscope hypnotique du Sharingan » sont qu'il consomme beaucoup de chakra, et affecte la vision de son utilisateur.
Chez Sasuke, il ressemble à un atome.
- Les arcanes lunaires (月読, Tsukuyomi?)[55],[DB 26]
Première technique du Mangekyō Sharingan, associée à l'œil droit chez Sasuke[55], cette illusion (genjutsu) est extrêmement dangereuse ; il est pratiquement impossible de la déjouer (Itachi révèle à Sasuke que seul un autre utilisateur du Mangekyō Sharingan peut contrer cette technique ; cependant, Sasuke réussit à le briser avec un simple Sharingan en y associant la puissance du niveau 2 du Sceau Maudit du Ciel d'Orochimaru[56]). Elle plonge la victime dans le monde chaotique des « arcanes lunaires » où le lanceur de l'illusion contrôle temps, espace et matière, et dispose donc de l'adversaire comme d'une marionnette à torturer physiquement et mentalement durant 72 heures (dans l'esprit de la victime, équivalent à 1 seconde dans le monde réel). La douleur que l'on peut infliger est telle que, même si elle n'est qu'illusoire, l'esprit la ressent comme étant réelle, ce qui peut être insupportable voire mortel. Après avoir encaissé cette illusion, l'adversaire tombe dans un état comateux (au mieux) ou meurt (au pire).
Sasuke l'utilisera contre Killer Bee et le transpercera avec des plumes géantes, mais la parfaite maîtrise de Hachibi permettra à ce dernier de déjouer l'illusion sans difficulté, le bijū jouant le rôle du partenaire perturbant le chakra[55].
Selon Tobi, le Tsukuyomi de Sasuke est loin d'arriver au niveau de celui d'Itachi, Sasuke n'étant pas capable de contrôler la perception du temps[57].
- La lumière céleste (天照, Amaterasu?)[58],[DB 27]
Nom inspiré de Amaterasu, déesse shintoïste du soleil, c'est la seconde technique du Mangekyō Sharingan d'Itachi et de Sasuke, associée à l'œil gauche chez Sasuke[58]. Comme le trou noir de Kakashi. Elle agit sur un point fixé par l'utilisateur ; la technique invoque autour du point fixé une nuée de flammes d'un noir pur, suffisamment destructrices pour dévorer le feu normal lui-même. Les flammes se ruent à très grande vitesse sur un point fixé par l'utilisateur en brûlant tout sur leur passage. Une fois la cible touchée, il n'existe aucun moyen de stopper les flammes, à moins de les enfermer par un sceau comme le fait Jiraya, ou que l'utilisateur ne maîtrise le feu avec le dōjutsu. Elle coûte énormément de chakra et l'utiliser est particulièrement néfaste pour l'acuité visuelle de l'utilisateur.
La première fois qu'il l'utilise cette technique sans le vouloir (contre Tobi), le Mangekyō Sharingan de Sasuke a la forme de celui d'Itachi[36].
La première fois qu'il l'utilise volontairement (avec son propre Mangekyō Sharingan, contre Killer Bee), Sasuke aura du mal à le maîtriser, et brûlera presque Karin le temps de comprendre comment éteindre les flammes noires[59].
Lors de son combat contre le raikage, il parvient à maîtriser la forme des flammes pour se construire une protection intégrale l'entourant, montrant une progression fulgurante dans sa maîtrise du Mangekyō Sharingan, qui pourrait bien dépasser celle d'Itachi (de l'avis de C)[26].
Il semble que la protection absolue de Gaara avec le sable permette de stopper (du moins temporairement) les flammes noires.
- Susanô (須佐能乎, Susanoo?)[26],[DB 28]
Troisième et dernière technique du Mangekyō Sharingan ; ce nom est inspiré de celui de la troisième divinité shintoïste, celle de l'orage.
Chez Sasuke, la technique invoque une nuée de flammes prenant une forme semblable à celle d'un buste avec une tête démoniaque de couleur sombre, fournie de deux grandes cornes. Le buste, sombre également, est entouré de bandelettes de flammes. Il développe également deux bras ; la main gauche tenant un sabre dont la puissance de destruction est énorme[60], la main droite est vide, mais peut attraper et protéger des personnes[60].
Sasuke utilise Susanô de manière incomplète lors de sa confrontation contre le raikage afin de se protéger de son taijutsu[26], puis le maîtrise complètement par la suite[61]. Il dévoile alors que la maîtrise de Susanô nécessite de maîtriser le Mangekyō Sharingan sur les deux yeux en même temps[61].
Plus tard, le Susanô de Sasuke évoluera à la suite de son combat contre Danzô, celui-ci développe un arc pouvant tirer des flèches[62]. Lors de son court affrontement face à Kakashi, envahis par les émotions, le Susanô de Sasuke prend brièvement une nouvelle forme, se rapprochant de celui d'Itachi tout en gardant une couleur sombre[63].
Son Susanô évolue une nouvelle fois lorsqu’il se fait implanter les yeux d’Itachi afin d’acquérir le « Kaléidoscope hypnotique éternel du Sharingan ». Cette nouvelle version de l’invocation est combinée avec l’Amaterasu.
Lors de la phase finale du combat contre Obito, alors hôte de Jûbi, Sasuke déploie son Susanô comme une armure autour du mode bijū de Naruto, ce qui renforce son attaque et le dote d'un sabre à sa mesure.
Après avoir reçu les pouvoirs du Sage des six chemins, le Susanô de Sasuke évolue à nouveau : il possède deux épées et des ailes qui lui permettent de voler, Sasuke se trouvant alors au niveau du front du Susanô.
- Enton - Auxiliaires de feu noir (ou Feu Céleste dans l'anime) (炎遁・加具土命, Enton - Kagutsuchi?)[61]
Sasuke fait un bouclier composé des flammes noires d'Amaterasu. Des pointes de feu viennent à la rencontre des coups portés au bouclier.
Nota : Kagutsuchi est le dieu du feu dans le shintoïsme
- Kaléidoscope hypnotique éternel du Sharingan (永遠の万華鏡写輪眼, Eien no Mangekyō Sharingan?)
La plus puissante des évolutions du Sharingan ; Sasuke l'obtient après l'implantation des yeux d'Itachi par Tobi. Ce Sharingan est un mélange de ses pupilles et celles de son frère[10].
- Enton - Auxiliaires du feu noir de Susanô (炎遁・須佐能乎加具土命, Enton - Susanoo kagutsuchi?)[64]
Revêtu de Susanô, Sasuke envoie avec l’arc de ce dernier une gigantesque flèche de feu noir très puissante.
- Enton - Flammes foudroyantes (炎遁・火雷, Enton - Hono ikazuchi?)
Une autre technique, issue de la manipulation des brasiers capable de transpercer l'ennemi avec les flammes noires en forme de pieux.

### Rinnegan
- Puissance de la main divine (天手力, Amenotejikara?)
Ninjutsu spatio-temporel développé par Sasuke après avoir obtenu son Rinnegan, qui lui permet de permuter avec un objet ou une technique (flèche de Susanô, les mille oiseaux, ou avec son épée par exemple).
Dans Boruto, Sasuke devient capable de permuter avec une autre personne rien qu'en le regardant de loin avec le Rinnegan.
- Naissance de l'Astre Divin (地爆天星, Chibaku tensei?)
Sasuke emprisonne l'adversaire dans une énorme roche. Il peut aussi créer des météorites.
- Attraction céleste (万象天引, Bansho Ten'in?)
Sasuke est capable d'attirer tout vers lui grâce au pouvoir du Rinnegan.

### Jeux vidéo
- Clone explosif de l’ombre (分身大爆破, Bunshin daibakuha?)[réf. nécessaire]
Cette technique crée un clone explosif qui, en plus de tromper l'adversaire, peut le blesser grâce à une forte explosion.
- Katon : Technique de la bombe incendiaire (火遁・豪炎華, Katon - Gōenka no jutsu?)[65]
Sasuke saute dans les airs et crache trois énormes boules de feu dévastatrices.
- Ultra balle de feu (無双五炎弾, Muso gōendan?)
Sasuke attaque au départ par un saut suivi de deux coups de pied sur son adversaire et ensuite atterrit au sol et file un autre coup sur son menton pour l'envoyer en l'air. Une fois envoyé en l'air, Sasuke l'envoie à terre en le frappant par derrière et crache du feu.
- Complainte des mille oiseaux (羽撃く千鳥, Habataku chidori?)[66]
En forme du sceau maudit au niveau 2, Sasuke saute dans les airs et retombe sur l'ennemi tout en ayant les mille oiseaux noirs dans la main, déclenchant une forte déflagration.
- Eclair pourfendeur (千鳥・星砕, Chidori - Hoshikudaki?, litt. « Mille oiseaux - Brise-planète »)[67]
Grâce à son Rinnegan, Sasuke emprisonne son adversaire dans une énorme météorite puis concentre ses Mille Oiseaux dans sa main droite pour l'assener à la roche sans avoir besoin de Susanô.
- Repulsion céleste (神羅天征, Shinra tensei?)[67]
Une autre technique développée par Sasuke, issue du Rinnegan. Il repousse l'adversaire au loin grâce au courant d'air.
- Mini-bras de Susanô (須佐能乎アーム, Susanoo Amu?)[67].
Sasuke, dépourvu de son bras gauche, crée à la place, une forme de bras miniature de Susanô. Avec cela, il combine la technique des mille oiseaux aux flammes noires pour frapper l'adversaire.
- Enton - Boule de feu suprême (炎遁・豪火球の術, Enton - Gōkakyū no jutsu?)[67].
Sasuke combine le Gōkakyū no jutsu avec le Amaterasu pour créer une boule de feu puissante[67].

### Artbook
- (en) Masashi Kishimoto, The Art of Naruto: Uzumaki, VIZ Media, coll. « Art of Shonen Jump / Naruto », 25 octobre 2007, 145 p., Artbook (relié) / 215x305mm (ISBN 978-1-4215-1407-9, présentation en ligne)

### Databooks
- (ja) Masashi Kishimoto, NARUTO - Hiden Rin no Sho (NARUTO―ナルト―［秘伝・臨の書］?) : Characters Official Data Book (キャラクターオフィシャルデータBOOK?), Tōkyō, Shūeisha, coll. « Jump Comics (ジャンプコミックス, Janpu Comikkusu?) / Naruto »,‎ 4 juillet 2002, 272 p., shinsho (新書?) / Tankōbon / 175x115mm (ISBN 4-08-873288-X et 978-4-08-873288-6, présentation en ligne)
- (ja) Masashi Kishimoto, NARUTO - Hiden Tō no Sho (NARUTO―ナルト―［秘伝・闘の書］?) : Characters Official Data Book (キャラクターオフィシャルデータBOOK?), Tōkyō, Shūeisha, coll. « Jump Comics (ジャンプコミックス, Janpu Comikkusu?) / Naruto »,‎ 4 avril 2005, 320 p., shinsho (新書?) / Tankōbon / 175x115mm (ISBN 4-08-873734-2 et 978-4-08-873734-8, présentation en ligne)
- (ja) Masashi Kishimoto, NARUTO - Hiden Sha no Sho (NARUTO―ナルト―［秘伝・者の書］?) : Characters Official Data Book (キャラクターオフィシャルデータBOOK?), Tōkyō, Shūeisha, coll. « Jump Comics (ジャンプコミックス, Janpu Comikkusu?) / Naruto »,‎ 4 septembre 2008, 360 p., shinsho (新書?) / Tankōbon / 175x115mm (ISBN 978-4-08-874247-2, présentation en ligne)

### Tomes en français
- Masashi Kishimoto (trad. Sylvain Chollet), Naruto tome 1 : Naruto Uzumaki !!, Kana, coll. « Shonen Kana / Naruto », 9 mars 2002, 192 p., Tankōbon / 115x175mm (ISBN 2-87129-414-3 et 978-2-87129-414-6, présentation en ligne)
- Masashi Kishimoto (trad. Sylvain Chollet), Naruto tome 2 : Un client embarrassant, Kana, coll. « Shonen Kana / Naruto », 13 avril 2002, 208 p., Tankōbon / 115x175mm (ISBN 2-87129-417-8 et 978-2-87129-417-7, présentation en ligne)
- Masashi Kishimoto (trad. Sylvain Chollet), Naruto tome 3 : Se battre pour ses rêves !!, Kana, coll. « Shonen Kana / Naruto », 6 juillet 2002, 208 p., Tankōbon / 115x175mm (ISBN 2-87129-427-5 et 978-2-87129-427-6, présentation en ligne)
- Masashi Kishimoto (trad. Sylvain Chollet), Naruto tome 5 : Les rivaux !, Kana, coll. « Shonen Kana / Naruto », 25 janvier 2003, 192 p., Tankōbon / 115x175mm (ISBN 2-87129-491-7 et 978-2-87129-491-7, présentation en ligne)
- Masashi Kishimoto (trad. Sylvain Chollet), Naruto tome 6 : La détermination de Sakura !!, Kana, coll. « Shonen Kana / Naruto », 1er mars 2003, 192 p., Tankōbon / 115x175mm (ISBN 2-87129-511-5 et 978-2-87129-511-2, présentation en ligne)
- Masashi Kishimoto (trad. Sylvain Chollet), Naruto tome 7 : La voix à suivre !!, Kana, coll. « Shonen Kana / Naruto », 5 juillet 2003, 192 p., Tankōbon / 115x175mm (ISBN 2-87129-535-2 et 978-2-87129-535-8, présentation en ligne)
- Masashi Kishimoto (trad. Sylvain Chollet), Naruto tome 8 : Au péril de sa vie !!, Kana, coll. « Shonen Kana / Naruto », 11 octobre 2003, 198 p., Tankōbon / 115x175mm (ISBN 2-87129-552-2 et 978-2-87129-552-5, présentation en ligne)
- Masashi Kishimoto (trad. Sylvain Chollet), Naruto tome 10 : Un ninja formidable… !!, Kana, coll. « Shonen Kana / Naruto », 20 mars 2004, 192 p., Tankōbon / 115x175mm (ISBN 2-87129-614-6 et 978-2-87129-614-0, présentation en ligne)
- Masashi Kishimoto (trad. Sébastien Bigini), Naruto tome 13 : La fin de l’examen… !!, Kana, coll. « Shonen Kana / Naruto », 25 septembre 2004, 192 p., Tankōbon / 115x175mm (ISBN 2-87129-646-4 et 978-2-87129-646-1, présentation en ligne)
- Masashi Kishimoto (trad. Sébastien Bigini), Naruto tome 15 : Le répertoire ninpô de Naruto !!, Kana, coll. « Shonen Kana / Naruto », 21 janvier 2005, 192 p., Tankōbon / 115x175mm (ISBN 2-87129-704-5 et 978-2-87129-704-8, présentation en ligne)
- Masashi Kishimoto (trad. Sébastien Bigini), Naruto tome 18 : La décision de Tsunade !!, Kana, coll. « Shonen Kana / Naruto », 1er juillet 2005, 192 p., Tankōbon / 115x175mm (ISBN 2-87129-797-5 et 978-2-87129-797-0, présentation en ligne)
- Masashi Kishimoto (trad. Sébastien Bigini), Naruto tome 20 : Naruto versus Sasuke !!, Kana, coll. « Shonen Kana / Naruto », 4 novembre 2005, 192 p., Tankōbon / 115x175mm (ISBN 2-87129-834-3 et 978-2-87129-834-2, présentation en ligne)
- Masashi Kishimoto (trad. Sébastien Bigini), Naruto tome 21 : Sans pitié !!, Kana, coll. « Shonen Kana / Naruto », 20 janvier 2006, 216 p., Tankōbon / 115x175mm (ISBN 2-87129-890-4 et 978-2-87129-890-8, présentation en ligne)
- Masashi Kishimoto (trad. Sébastien Bigini), Naruto tome 25 : Itachi et Sasuke, Kana, coll. « Shonen Kana / Naruto », 1er septembre 2006, 192 p., Tankōbon / 115x175mm (ISBN 2-87129-977-3 et 978-2-87129-977-6, présentation en ligne)
- Masashi Kishimoto (trad. Sébastien Bigini), Naruto tome 26 : Séparation… !!, Kana, coll. « Shonen Kana / Naruto », 17 novembre 2006, 192 p., Tankōbon / 115x175mm (ISBN 2-87129-987-0 et 978-2-87129-987-5, présentation en ligne)
- Masashi Kishimoto (trad. Sébastien Bigini), Naruto tome 28 : Le retour au pays !!, Kana, coll. « Shonen Kana / Naruto », 2 mars 2007, 192 p., Tankōbon / 115x175mm (ISBN 978-2-5050-0092-1, présentation en ligne)
- Masashi Kishimoto (trad. Sébastien Bigini), Naruto tome 33 : Mission top secret… !!, Kana, coll. « Shonen Kana / Naruto », 7 décembre 2007, 192 p., Tankōbon / 115x175mm (ISBN 978-2-5050-0242-0, présentation en ligne)
- Masashi Kishimoto (trad. Sébastien Bigini), Naruto tome 34 : Les retrouvailles… !!, Kana, coll. « Shonen Kana / Naruto », 1er février 2008, 192 p., Tankōbon / 115x175mm (ISBN 978-2-5050-0279-6, présentation en ligne)
- Masashi Kishimoto (trad. Sébastien Bigini), Naruto tome 35 : Un nouveau duo !!, Kana, coll. « Shonen Kana / Naruto », 4 avril 2008, 208 p., Tankōbon / 115x175mm (ISBN 978-2-5050-0296-3, présentation en ligne)
- Masashi Kishimoto (trad. Sébastien Bigini), Naruto tome 38 : Le fruit de l’entraînement… !!, Kana, coll. « Shonen Kana / Naruto », 19 septembre 2008, 192 p., Tankōbon / 115x175mm (ISBN 978-2-5050-0432-5, présentation en ligne)
- Masashi Kishimoto (trad. Sébastien Bigini), Naruto tome 39 : Ceux qui font bouger les choses, Kana, coll. « Shonen Kana / Naruto », 28 novembre 2008, 192 p., Tankōbon / 115x175mm (ISBN 978-2-5050-0417-2, présentation en ligne)
- Masashi Kishimoto (trad. Sébastien Bigini), Naruto tome 40 : L’art ultime !!, Kana, coll. « Shonen Kana / Naruto », 5 février 2009, 192 p., Tankōbon / 115x175mm (ISBN 978-2-5050-0528-5, présentation en ligne)
- Masashi Kishimoto (trad. Sébastien Bigini), Naruto tome 41 : Le choix de Jiraya !!, Kana, coll. « Shonen Kana / Naruto », 19 avril 2009, 192 p., Tankōbon / 115x175mm (ISBN 978-2-5050-0558-2, présentation en ligne)
- Masashi Kishimoto (trad. Sébastien Bigini), Naruto tome 42 : Le secret du Kaléidoscope Hypnotique… !!, Kana, coll. « Shonen Kana / Naruto », 3 juillet 2009, 240 p., Tankōbon / 115x175mm (ISBN 978-2-5050-0599-5, présentation en ligne)
- Masashi Kishimoto (trad. Sébastien Bigini), Naruto tome 43 : Celui qui sait, Kana, coll. « Shonen Kana / Naruto », 21 août 2009, 240 p., Tankōbon / 115x175mm (ISBN 978-2-5050-0670-1, présentation en ligne)
- Masashi Kishimoto (trad. Sébastien Bigini), Naruto tome 45 : Konoha, théâtre de guerre !!, Kana, coll. « Shonen Kana / Naruto », 4 décembre 2009, 192 p., Tankōbon / 115x175mm (ISBN 978-2-5050-0754-8, présentation en ligne)
- Masashi Kishimoto (trad. Sébastien Bigini), Naruto tome 49 : Le Conseil des Cinq Kage… !!, Kana, coll. « Shonen Kana / Naruto », 2 juillet 2010, 192 p., Tankōbon / 115x175mm (ISBN 978-2-5050-0871-2, présentation en ligne)
- Masashi Kishimoto (trad. Sébastien Bigini), Naruto tome 50 : Duel à mort dans la prison aqueuse !!, Kana, coll. « Shonen Kana / Naruto », 3 septembre 2010, 192 p., Tankōbon / 115x175mm (ISBN 978-2-5050-0956-6, présentation en ligne)
- Masashi Kishimoto (trad. Sébastien Bigini), Naruto tome 51 : Sasuke vs Danzô… !!, Kana, coll. « Shonen Kana / Naruto », 5 novembre 2010, 192 p., Tankōbon / 115x175mm (ISBN 978-2-5050-0992-4, présentation en ligne)
- Masashi Kishimoto (trad. Sébastien Bigini), Naruto tome 52 : Réalités multiples, Kana, coll. « Shonen Kana / Naruto », 4 mars 2011, 208 p., Tankōbon / 115x175mm (ISBN 978-2-5050-1061-6, présentation en ligne)

### Tomes en japonais
- (ja) Masashi Kishimoto, NARUTO - 49 (NARUTO―ナルト―　　49?) : Gokage kaidan, kaimaku…!! (五影会談、開幕・・・！！?), Shūeisha, coll. « Jump Comics (ジャンプコミックス, Janpu Comikkusu?) / Naruto »,‎ 4 janvier 2010, 192 p., shinsho (新書, shinsho?) / Tankōbon / 175x115mm (ISBN 978-4-08-874784-2, présentation en ligne)
- (ja) Masashi Kishimoto, NARUTO - 50 (NARUTO―ナルト―　　50?) : Suirō no shitō!! (水牢の死闘！！?), Shūeisha, coll. « Jump Comics (ジャンプコミックス, Janpu Comikkusu?) / Naruto »,‎ 4 mars 2010, 192 p., shinsho (新書, shinsho?) / Tankōbon / 175x115mm (ISBN 978-4-08-870011-3, présentation en ligne)
- (ja) Masashi Kishimoto, NARUTO - 51 (NARUTO―ナルト―　　51?) : Sasuke VS Danzō…!! (サスケVSダンゾウ・・・！！?), Shūeisha, coll. « Jump Comics (ジャンプコミックス, Janpu Comikkusu?) / Naruto »,‎ 30  2010, shinsho (新書, shinsho?) / Tankōbon / 175x115mm (ISBN 978-4-08-870033-5, présentation en ligne)